# St Drostan’s Parish Church

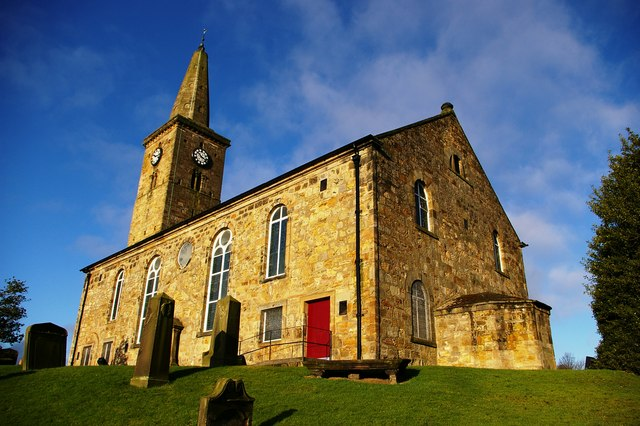
St Drostan’s Parish Church

Die St Drostan’s Parish Church, auch Markinch Parish Church, ist ein Kirchengebäude der presbyterianischen Church of Scotland in der schottischen Ortschaft Markinch in der Council Area Fife. 1972 wurde das Bauwerk als Einzeldenkmal in die schottischen Denkmallisten in der höchsten Denkmalkategorie A aufgenommen.

## Geschichte
Überlieferungen zufolge handelt es sich um einen frühchristlichen Standort in Schottland. Drostan, ein Zögling Columbans, soll dort im 6. Jahrhundert eine Kapelle errichtet haben. Bei dem frühesten schriftlichen Beleg handelt es sich um eine Eintragung im Register der St Andrews Priory, die zwischen 1034 und 1055 unter Malduin, Bischof von St Andrews, vorgenommen wurde. Der heute noch erhaltene Kirchturm wurde um das Jahre 1200 errichtet. Im Jahre 1243 konsekrierte Bischof David of Bernham die Kirche. Es existieren widersprüchliche Angaben, ob de Bernham die Kirche Drostan und Johannes dem Täufer weihte oder nur letzterem.
Prior John Hepburn veranlasste vermutlich die Überarbeitungen aus dem frühen 16. Jahrhundert. Im letzten Viertel des 17. Jahrhunderts wurde die Drostanskirche erweitert. Des Weiteren wurde sie erstmals mit Schiefer eingedeckt. Auf Grund des schlechten Zustands der Kirche, wurde 1786 deren Neubau beantragt. Da die Aufzeichnungen erst im Jahre 1788 fortsetzen, erscheint es möglich, dass der Bau sich bis in dieses Jahr hinzog. Aus diesem Grund ist es auch zweifelhaft, ob Thomas Barclay, der im selben Zeitraum das zugehörige Pfarrhaus erweiterte, die Maßnahme plante. Im Jahre 1800 zeigte man sich über den Zustand der Glockenturmspitze besorgt und beantragte auf Grund seiner Einsturzgefahr einen Neubau. Dieser wurde zwischen 1807 und 1810 ausgeführt. Die Gesamtkosten beliefen sich auf 200 £. Da der neu aufgesetzte spitze Helm als Fortschritt gewertet wurde, da er dem Wind eine geringe Fläche entgegensetzt als ein Quader, ist davon auszugehen, dass es sich bei dem vorigen Turmabschluss nicht um einen spitzen Helm handelte. 1815 wurde eine Glocke ersetzt, während die Turmuhren aus dem Jahre 1839 stammen. Obschon Aufzeichnung die Installation der Orgel von Gillespie & Scott auf das Jahr 1923 datieren, scheint sicher, dass 1913 gemeint ist. Im selben Zeitraum wurde auch der Innenraum überarbeitet.